# Thormáné Kiss Margit
Thormáné Kiss Margit (Eger, 1901. július 8. — Nagybánya, 1977. december 24.) magyar festőnő. 1924-től a nagybányai művésztelepen tanult és alkotott.

## Életpályája
Egerben született, de a család hamarosan Erdélybe költözött, Nagyenyeden 1921-ben elvégezte a tanítóképzőt. Ettől kezdve tanítónőként működött. 1924-ben abbahagyta a tanítást, s elment Nagybányára távoli rokonához, Thorma Jánoshoz, hogy tőle rajzolni, festeni tanuljon. A rajzolást és a festést nagyon szerette.
1924-ben beiratkozott a Szabadiskolába, de igazán 1926-tól kezdett komolyan festeni és fejlődni. Thorma János szoktatta rendszeres munkára, szigorúan korrigálta. Kiss Margit tehetségesen utánozta mesterét, amennyire tudta, teljesen Thorma hatása alá került, 1929-ben házasságot kötöttek, s még közvetlenebb lett szakmai együttműködésük.
Gyarapodott festői tudása, gyakran bejárt az iskolába, más korrektúrákat is kapott, nemcsak a férjéét. Kialakult önálló munkássága, kritikai készsége. Eleinte a pasztellel boldogult könnyebben, később az olajfestésbe is beletanult. Nagybányán, Szatmáron, Kolozsváron állított ki, képei sikert arattak, meg is vásárolták azokat. Három cukrászda is segítségére sietett a nagybányai festőknek kiállításaik megrendezésében, a Berger-, a Siller- és a Jencsevics-cukrászda, gyakoribb kiállítói közé tartozott Thormáné Kiss Margit, tekintélyes festők azok, akikkel együtt állították ki a képeit, s pedig: Balla Béla, Boldizsár István, Égly Sári, Göllner Elemér, Jándi Dávid, Kádár Géza, Klein József, Krizsán János, Krizsánné Csíkos Antónia, Mund Hugó, Nagy Oszkár, Pittner Olivér. Nagyon szeretett és tudott arcképeket rajzolni, festeni, jó eredményeket ért el ezen a területen. Kiss Margit rajzolni, festeni kizárólag Nagybányán tanult. Majd csak 1937 után, férje halálát követően jutott el kiállítani a fővárosba, Budapestre.
Alakos tájképeket, csendéleteket, arcképeket festett. A második világháború után már egyre kevesebbet dolgozott, de mindvégig egy nagybányai műteremlakásban élt a Festőtelepen. Nagybányán érte a halál, férje mellé temették a nagybányai  református temetőbe.

## Műveiből[2]
- Ősz a Kereszthegy lábánál (pasztell, papír, 70×96 cm; alakos tájkép)
- Nagybányai táj aratókkal (pasztell, karton, 49x63 cm; alakos tájkép)
- Virágzó fák a Virághegyen (olaj, karton, 81,5×110,5 cm; tájkép)
- Nagybánya látképe (olaj, falemez, 98x125 cm, tájkép)
- Virágcsendélet (olaj, vászon, 73×58,5 cm)
- Kaszálók (olaj, vászon, 64,5×84 cm; alakos tájkép)